# Drankhausen
Drankhausen  gehört zur Stadt Borgentreich im Kreis Höxter in Nordrhein-Westfalen.

## Geschichte
Erstmals wird der kleine Ort am 24. Juni 1215 urkundlich als Dranchuson erwähnt. Weiterer Ortsbezeichnungen waren Dranhusun und Dranchusun. Drankhausen gehörte bis zu den Napoleonischen Kriegen zur Landvogtei Peckelsheim im Hochstift Paderborn. Von 1807 bis 1813 gehörte der Ort zum Kanton Peckelsheim im Departement der Fulda des Königreichs Westphalen. 1816 kam Drankhausen zum neuen Kreis Warburg in der preußischen Provinz Westfalen. Im Kreis Warburg gehörte Drankhausen zunächst zum Kanton bzw. zum Amt Peckelsheim und seit etwa 1849 zum Amt Borgholz, das 1937 im Amt Borgentreich aufging.
Am 1. Januar 1975 wurde Drankhausen durch § 35 Sauerland/Paderborn-Gesetz in die Stadt Borgentreich eingegliedert, die gleichzeitig zum Kreis Höxter kam.

## Sonstiges
In Drankhausen gibt es keine Straßenbezeichnungen, sondern nur Hausnummern, nach denen sich Einwohner, Postboten, Lieferanten und Besucher orientieren müssen.

## Politik
Ortsvorsteher ist August Reitemeyer.